# Alveoclavulina
Alveoclavulina es un género de foraminífero bentónico considerado como nomen nudum de estatus incierto, aunque fue considerado perteneciente a la subfamilia Pavonitininae, de la familia Pavonitinidae, de la superfamilia Pavonitinoidea, del suborden Spiroplectamminina y del orden Lituolida. Fue propuesta como especie tipo Alveoclavulina madhuchakra. Su rango cronoestratigráfico abarca el Luteciense (Eoceno medio).

## Discusión
Clasificaciones previas incluían Alveoclavulina en el suborden Textulariina del Orden Textulariida, o en el orden Lituolida sin diferenciar el suborden Spiroplectamminina.

## Clasificación
Alveoclavulina incluía a las siguientes especies:
- Alveoclavulina madhuchakra †